# Ribes maximowiczii
Ribes maximowiczii là một loài thực vật có hoa trong họ Grossulariaceae. Loài này được Batalin miêu tả khoa học đầu tiên năm 1890.